# داميان لويس
داميان لويس (بالإنجليزية: Damian Lewis)‏ (ولد في 11 فبراير، 1971) هو ممثل ومنتج بريطاني. معروف بدور الرائد ريتشارد وينترز في المسلسل القصير Band of Brothers. هو حالياً يلعب دور نيكولاس برودي في مسلسل أرض الوطن، الذي أكسبه جائزة إيمي وجائزة غولدن غلوب.

## مواقع خارجية
- داميان لويس على موقع IMDb (الإنجليزية)
- داميان لويس على موقع الموسوعة البريطانية (الإنجليزية)
- داميان لويس على موقع روتن توميتوز (الإنجليزية)
- داميان لويس على موقع مونزينجر (الألمانية)
- داميان لويس على موقع ألو سيني (الفرنسية)
- داميان لويس على موقع ميوزك برينز (الإنجليزية)
- داميان لويس على موقع تيرنر كلاسيك موفيز (الإنجليزية)
- داميان لويس على موقع أول موفي (الإنجليزية)
- داميان لويس على موقع قاعدة بيانات برودواي على الإنترنت (الإنجليزية)
- داميان لويس على موقع قاعدة بيانات الأفلام السويدية (السويدية)